# Římský misál

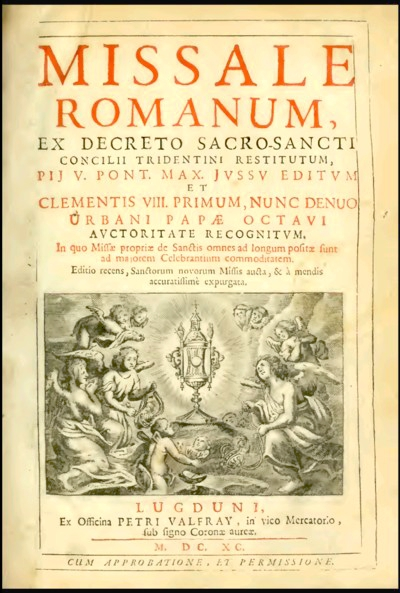
Vydání z roku 1690

Římský misál (latinsky Missale Romanum) je liturgická kniha, která se od 13. století používá ve městě Římě

## Historie
Nejprve se jednalo o manuskripty, první tištěné vydání vzniklo roku 1474. 

## Užití
V roce 1570 rozšířil papež Pius V. jeho závaznost téměř na celou římskokatolickou církev. Po druhém vatikánském koncilu byl revidován a nově vydán v roce 1970, poslední vydání vyšlo roku 2002 (editio typica tertia) a jeho doplněná reedice v roce 2008. Jeho oficiální český překlad je vydáván pod titulem Český misál. Pro mimořádnou formu římského ritu se používá vydání z roku 1962.